# Csang Hsziao-ping
Csang Hsziao-ping (张小平, pinjin: Zhāng Xiǎopíng; 1982. április 1. –)  mongol etnikumú kínai ökölvívó. 188 cm magas.

## Nemzetközi eredményei
- 2007-ben a világbajnokságon a selejtezők során legyőzte a német Gottlieb Weisst, de a nyolcaddöntőben kikapott a kazah Jerkebulan Sinalijevtől, így nem szerzett érmet.
- 2008-ban olimpiai bajnok félnehézsúlyban. A nyolcaddöntőben az orosz Artur Beterbijevet, a negyeddöntőben az algériai Abdelhadif Benchablát, az elődöntőben a kazah Jerkebulan Sinalijevet, majd a döntőben az ír Kenneth Egant győzte le.